# Antigues instal·lacions mineres, Sant Josep i la Consolació
Les antigues instal·lacions mineres, Sant Josep i la Consolació són una obra del municipi de Cercs (Berguedà) inclosa en l'Inventari del Patrimoni Arquitectònic de Catalunya.

## Descripció
En l'actualitat queden diferents vestigis de l'activitat industrial i minera establerta a Sant Corneli i Fígols. A continuació es descriuen les restes d'instal·lacions mineres més destacades:

### Edifici de "L'Hogar"
És la seu central del Museu de la Mineria. Fou construït el 1919 i projectat inicialment com a escola. Consta de planta baixa més dos pisos i teulada a dues vessants amb carener paral·lel a la façana principal. El cos d'edificació és rectangular i té les obertures de façana distribuïdes de forma regular. El 1931 les monges encarregades de l'ensenyament van abandonar el local i aquest fou convertit en "Hogar del Minero", amb cafè, barberia, cinema i sala de jocs. (Vegeu fitxa núm. 30919).

### Boca-Mina de Sant Corneli (o de Sant Romà)
Situada a tocar dels habitatges de Sant Corneli i en un extrem de la gran placa frontal del barri. Aquesta plaça (Plaça de l'Escombrera) és formada pels abocaments de runa extreta de l'interior d'aquesta galeria (explotada des del 1882 al 1975) i conserva algun element relacionat amb l'activitat minera (bàscula, edifici de les dutxes, etc.)

### Casa d'Oficines
Construït l'any 1919 format per planta baixa i dos pisos. Teulada a doble pendent i finestres emmarcades per maó vist. Servia d'oficina de l'empresa i posteriorment d'habitatges dels encarregats de la mina.

### Instal·lacions de Sant Josep
És un grup d'habitatges de miners edificat el 1920 a tocar de la galeria del mateix nom, distribuïts en cinc blocs més escola i dos safareigs públics.

### El pla inclinat
Element molt original i particular en les instal·lacions mineres. Aquest sistema de transport era destinat a salvar els forts desnivells de la zona, arribant-se a establir una complexa estructura de comunicació amb un total de fins a 11 plans inclinats. El sistema utilitzat era l'automotor (el pes de les vagonetes plenes en baixada propiciava la pujada de les buides) i sovint, donada l'absència fins als anys 40 de l'actual carretera, eren utilitzats per les famílies mineres.

### El rentador de carbó
És el conjunt més visible des de la carretera C-1411 en estar situat a la part més baixa de l'explotació i servir, a la vegada, de punt partença dels trens carregats. Va ser construït l'any 1931 al costat de la galeria de La Consolació (la més important). Fet amb formigó vist i estructurat en diferents nivells en alçada (model anglès). La seva funció era la de netejar el carbó abans de ser cremat a la central tèrmica.

### La Consolació
Era el grup d'explotació minera més important. Aquí s'hi trobaven els tallers, els rentadors i les oficines principals, a banda dels grups d'habitatges i d'instal·lacions industrials auxiliars (magatzems de fusta, cables, transport, etc.).

## Història
Es té coneixement de l'existència d'importants jaciments de lignits a la zona del Berguedà i en concret al terme municipal de Cercs de finals del segle xviii. Tot i així, la seva explotació pròpiament, és documentada des del 1851, desenvolupant-se fortament al llarg de la segona meitat del segle xix per generar combustible a les cada vegada més nombroses màquines de vapor de les indústries. L'any 1877 les empreses dedicades a l'explotació dels lignits del terme de Cercs eren "La Perla Bergadana" i "La Carbonera Española". La primera era la més important i tenien, entre d'altres, les concessions de les galeries de la Collada Alta de Blancafort i al Coll de l'Oreller de Vilosiu. L'any 1895 José Enrique de Olano y Loyzaga va adquirir els drets d'explotació de diferents galeries instal·lades a Cercs, La Nou, Fígols i Vallcebre.
A partir de 1911, amb la constitució de "Carbones de Berga S.A." s'inicia l'edat d'or de la mineria de Cercs i l'Alt Berguedà. S'amplien les explotacions, s'inicia la creació de la colònia minera de Sant Corneli i el nombre de treballadors creix a gran velocitat.
Amb la demanda creada arran de la Primera Guerra Mundial s'augmenta el nombre de sol·licituds d'explotació. En el decurs dels anys 20 s'inicia l'obertura de la mina "Consolación", s'electrifica l'interior d'algunes galeries i es comença a construir la primitiva central tèrmica de Fígols.
A partir dels anys 60 hi ha una forta davallada. El 1965 hi ha la primera regulació important de plantilla, passant poc més tard FECSA a fer-se càrrec del control de Carbones de Berga, sense poder donar-li la rendibilitat necessària per a la seva supervivència. L'any 1990 es van tancar definitivament les mines de Sant Corneli.